# 花原勉
花原勉（日语：／ Hanahara Tsutomu，1940年1月3日—2024年2月5日），山口县下关市出身，日本男子摔跤运动员。他曾代表日本参加1964年夏季奥林匹克运动会摔跤比赛，获得男子古典式蝇量级金牌。